# Tragocephala grandis
Tragocephala grandis là một loài bọ cánh cứng trong họ Cerambycidae.